# Valle Grande
Valle Grande é uma cidade da Argentina, localizada na província de Jujuy